# Таламус
Таламус (лат. thalamus dorsalis) је упарена симетрична структура смештена по средини мозга кичмењака, укључујући и људе. Налази се између коре великог мозга и средњег мозга.
Таламус сачињавају две овалне структуре сиве масе, које граде кров и странице треће мождане коморе. У таламусу се налази много једара, у којима се синаптички прекидају многи путеви који се 
пројектују ка кори великог мозга и служе за одржање њене будности. Са друге стране, и из коре великог мозга полазе путеви према таламусу.

## Функција
Таламус има релејну, интегративну и модулаторску функцију. Његова релејна улога подразумева да се све аферентне информације које иду ка централном нервном систему (бол, додир, термичке дражи) и свесни дубоки сензибилитет на прагу кортикалним центрима, синаптички прекидају у таламичким једрима. Ово омогућава таламусу да их интегрише и закључи шта то рецептори поручују сензорној кори великог мозга. Зато је и сам таламус без сензорне коре значајан за свесну перцепцију сигнала са рецептора соматског сензибилитета. Осим овога, таламус може и да модулише примљене информације у сарадњи са асоцијативном кором, тако што појачава оне које су тренутно битне, док небитне информације умањује или их потпуно гаси, омогућавајући да се јединка концентрише на оно што јој је битно у одређеном тренутку.